# Kto tam? Kto jest w środku?
Kto tam? Kto jest w środku? – pierwszy promo singel z albumu grupy Hey pt. Miłość! Uwaga! Ratunku! Pomocy!, wydany w 2009 roku. Prapremiera piosenki miała miejsce o godz. 10:30 dnia 19.09.2009 w programie Dzień dobry TVN oraz na antenie radia Eska Rock.

## Teledysk
- premiera – 23 października 2009
- reżyser – Michał Braum
- obsada – Paweł Małaszyński, Katarzyna Nosowska
- rok powstania – 2009
- miejsce planu – warszawska Białołęka[2]

## Pozycje na listach przebojów
| Lp3 | LPMN | SLiP |
| --- | ---- | ---- |
| 1   | 4    | 1    |